# Orotat de magneziu
Orotatul de magneziu este un mineral care se găsește în mod normal în cantități mici în toate lucrurile vii. Fiecare moleculă de orotat de magneziu este alcătuită din două molecule de acid orotic în care un singur atom de magneziu înlocuiește o pereche de atomi de hidrogen (unul din fiecare moleculă de acid orotic).
Orotatul (acidul orotic) este o substanță biochimică produsă de toate celulele vii. Este o materie primă necesară pentru fabricarea materialului genetic: ARN și ADN
Magneziul este un mineral esențial care servește ca și cofactor pentru multe enzime din organismmul uman.
Alimentarea optimă de magneziu pentru oameni este insa încă în discuție. Unele autorități dau ca sistem de referință 30 până la 400 mg pe zi, în funcție de vârstă, în timp ce altele consideră că este indicat consumul a mai mult de 400, până la 1000 mg pe zi.
Din mineralele necesare în cantități mari de către organismul uman, cel mai probabil să fie deficitar este magneziul. Diferite tulburări au fost in studiile clinice legate de deficiențele de magneziu, inclusiv bolile cardiovasculare, diabetul zaharat, hipertensiunea arterială, tulburările de anxietate, demența, migrenele și osteoporoza. 
În plus, medicii au găsit compușii de magneziu utili și pentru tratarea astmului bronșic, a afecțiunilor pulmonare cronice și a afecțiunilor cardiace cum ar fi atacul de cord și aritmia.